# Kolejové lože

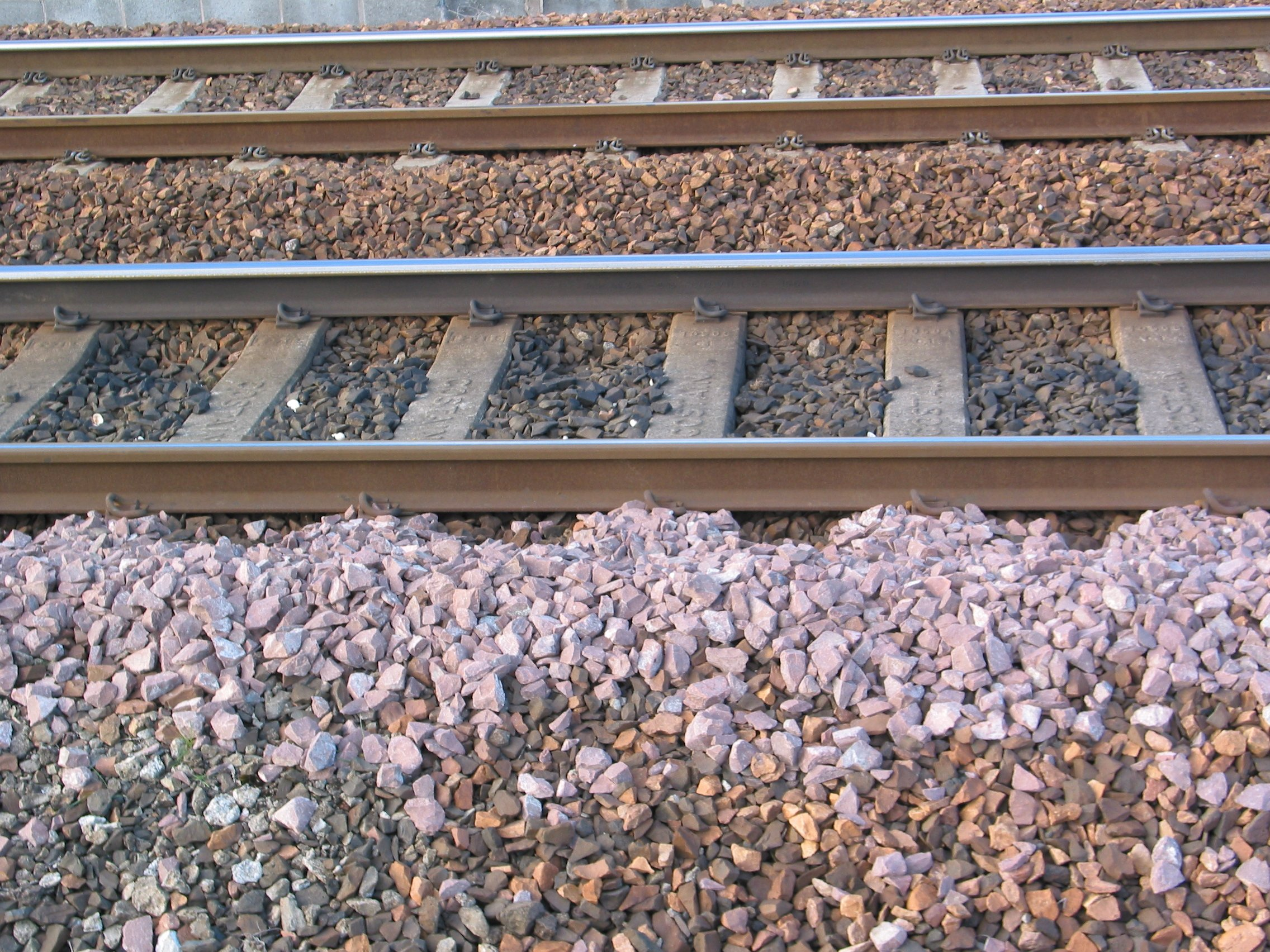
Kolejové lože

Kolejové lože je základní součástí železničního svršku konvenční trati. Materiálem je zpravidla štěrk frakce 32/63. Může být použito přírodní drcené kamenivo (pro nové tratě pouze toto), recyklované kamenivo nebo umělé kamenivo (např. granulovaná vysokopecní struska).
Tloušťka kolejového lože pod ložnou (spodní) plochou betonového pražce je minimálně 350 mm a dřevěného pražce 300 mm.